# Qui Nuper
Qui Nuper è una enciclica di papa Pio IX, pubblicata il 18 giugno 1859 a difesa del potere temporale.
Siamo nel 1859, l'anno della seconda guerra d'indipendenza italiana. Nel mese di aprile l'Austria intima al Regno di Sardegna, alleato con la Francia di Napoleone III, il disarmo dell'esercito regolare e lo scioglimento dei corpi di volontari italiani. Il Governo di Torino respinge l'ultimatum. È la seconda guerra d'indipendenza, che vedrà le sconfitte austriache di Montebello, Palestro e Magenta. L'8 giugno Napoleone III e Vittorio Emanuele II entrano vittoriosi a Milano. Nel frattempo Firenze si è ribellata al Granduca di Toscana, costretto alla fuga e l'Umbria a sua volta si ribella al dominio della Chiesa. Di fronte ai fermenti che agitano l'Italia, Pio IX invita i propri sudditi a restare calmi e fedeli, e dichiara apertamente che lo Stato Pontificio è necessario alla Santa Sede per l'esercizio della sua sacra potestà.
(Primo paragrafo dell'enciclica)
Dopo due giorni dalla pubblicazione dell'enciclica le truppe papaline repressero la rivolta umbra, assaltandone il capoluogo e rendendosi responsabili delle cosiddette stragi di Perugia.
Nonostante che nel giugno 1859 non fosse stata ancora proclamata l'Unità d'Italia e Vittorio Emanuele II era ancora re del regno di Sardegna, nell'enciclica il suo governo venne indicato come "Governo italiano".